# Eduard von Bauernfeld
Eduard von Bauernfeld (Viena, 13 de enero de 1802 - 9 de agosto de 1890) fue un dramaturgo austriaco.

## Biografía
Estudió jurisprudencia en la universidad de Viena, entró al servicio del gobierno en un puesto legal, y después de desempeñar varios cargos menores fue trnsferido en 1843 a un puesto responsable de la Comisión de Loterías. Ya se había metido en política y criticó severamente al gobierno en un panfleto, Pie Desideria eines österreichischen Schriftstellers (1842); y en 1845 hizo un viaje a Inglaterra, después de lo cual sus opiniones políticas se hicieron más pronunciadas. Tras la Revolución, en 1848, abandonó el servicio del gobierno para dedicarse totalmente a las letras. Vivió en Viena hasta su muerte, y fue ennoblecido por su obra.
Como escritor de comedia y farsas, Bauernfeld desempeña un rango alto entre los dramaturgos en alemán de la época; sus tramas son inteligentes, las situaciones ingeniosas y naturales y la dicción elegante. Sus primeros ensayos, las comedias Leichtsinn aus Liebe (1831); Des Liebes-Protokoll (1831) y Die ewige Liebe (1834); Burgerlich und Romantisch, (1835) gozaron de gran popularidad. Más tarde prestó atención al llamado Salonstücke (piezas de salón de dibujo), destacadamente Aus der Gesellschaft (1866); Moderne Jugend (1869) y Der Landfrieden (1869), en la que retrata apartándose de lo rutinario de manera fresca, brillante y feliz las condiciones sociales de la capital en la que vivía.

## Obras
Una edición completa de las obras de Bauernfeld, Gesammelte Schriften, apareció en 12 vols. (Viena, 1871-1873); Dramatischer Nachlass, ed. por F. von Saar (1893); obras seleccionadas, ed. por E. Homer (4 vols., 1905). Véase A. Stern, Bauernfeld, Ein Dichterporträt (1890), Rudolf von Gottschall, "E. von Bauernfeld" (en Unsere Zeit, 1890) y E. Homer, Bauernfeld (1900).
También usó los seudónimos "Rusticocampus" o "Feld".